# Бенер-Мерія (регентство)
Регентство Бенер-Мерія (індонез. Kabupaten Bener Meriah) — регентство в спеціальному окрузі Ачех, Індонезія. Він розташований на острові Суматра. Регентство займає територію 1941,61 квадратних кілометрів і має населення 122 277 за переписом 2010 року та 161 342 за переписом 2020 року. Його столиця — місто Сімпанг Тіга Ределонг. До 2003 року нинішня територія цього регентства була північною частиною Центрального регентства Ачех, від якого воно було відокремлене.

## Адміністративні райони
Згідно з переписом 2010 року регентство адміністративно поділялося на сім округів (кечаматан). Однак, починаючи з 2010 року, шляхом поділу існуючих районів було створено три додаткові округи - Бенер-Келіпа, Гаджа-Путіх і Месіда. Десять районів перераховані нижче з їх площами та населенням за даними перепису 2010 року та перепису 2020 року. Таблиця також містить розташування районних адміністративних центрів і кількість сіл (сільських деса та міських келураган) у кожному районі.
| Назва           | Площа в км 2 | Населення перепис 2010 року | Населення перепис 2020 року | Адмін центр           | Кільк. сіл |
| --------------- | ------------ | --------------------------- | --------------------------- | --------------------- | ---------- |
| Тиманг Гаджа    | 98,28        | 25,315                      | 21 880                      | Лампахан              | 30         |
| Гаджа Путіх     | 72,57        | (а)                         | 9,326                       | Реронга               | 10         |
| Пінту Ріме Гайо | 223,56       | 10,155                      | 14 752                      | Бланг Ракал           | 23         |
| Букіт           | 110,95       | 21 781                      | 29 489                      | Сімпанг Тіга Ределонг | 40         |
| Wih Pesam       | 66,28        | 19 861                      | 24 938                      | Панте Рая             | 27         |
| Бандар          | 82.10        | 25,931                      | 28,261                      | Пондок Бару           | 35         |
| Бенер Келіпа    | 26.75        | (а)                         | 4,984                       | Гунунг Мусара         | 12         |
| Сія Утама       | 814,63       | 4,525                       | 2,147                       | Самар Кіланг          | 14         |
| Месіда          | 286,83       | (а)                         | 5,199                       | Вер Тінгкем           | 15         |
| Permata         | 159,66       | 14 709                      | 20366                       | Бунтул                | 27         |
| Підсумки        | 1941,61      | 122,277                     | 161,342                     | Сімпанг Тіга Ределонг | 233        |

Примітка: (a) чисельність населення цих трьох районів у 2010 році включена до цифри для попередніх районів, з яких вони згодом були виділені.
Регентство Бенер Мерія охоплює колишню північну частину регентства Центральний Ачех і межує з регентствами Біреуен, Північний Ачех і Центральний Ачех.